# Рудлов
Рудлов (словац. Rudlov) — село и одноимённая община в округе Вранов-над-Топлёу Прешовского края Словакии.

## История
Впервые упоминается в 1402 году.
В селе есть греко-католическая церковь Рождества Пресвятой Богородицы с 1822 года в стиле классицизма построена на более старом фундаменте. 11 апреля 1991 на родном доме Адольфа Добрянского установлена памятная доска.

## Население
| Год:                | 1994 | 2004    | 2014    | 2024   |
| ------------------- | ---- | ------- | ------- | ------ |
| Количество человек: | 586  | 638     | 680     | 731    |
| Разница:            |      | +8,87 % | +6,58 % | +7,5 % |

Национальный состав населения (по данным последней переписи населения 2001 года):
- словаки — 96,91 %,
- цыгане — 1,70 %.

Состав населения по принадлежности к религии состоянию на 2001 год:
- греко-католики — 70,37 %,
- римо-католики — 25,93 %,
- протестанты — 1,08 %,
- не считают себя верующими или не принадлежат к одной вышеупомянутой конфессии — 2,63 %.